# Clan Ascione
Il clan Ascione è un sodalizio camorristico, originario ed operante nella zona di Ercolano.

## Storia
Negli anni '80, una sparatoria dà inizio alla lotta fra due clan camorristici con colpi di kalashnikov sparati da una motocicletta tra Delfino Del Prete e altre persone. La prima faida di Ercolano vede contrapposti il clan degli Esposito contro il clan degli Ascione. Con l'omicidio del boss Salvatore Esposito si decreta la vittoria da parte del clan Ascione.

### Omicidio Iodice
Ma la risposta non si fece attendere con l'omicidio di Raffaele Iodice, avvenuto il 17 dicembre 1986 la faida continua. In quella data Mario Colini, 32 anni, uccide Raffaele Iodice di anni 26. Colini è oggi schierato con i Birra, insieme ad Antonio De Crescenzo, Bernardo Ammendola e Simone Borrelli. Cira Simeone, 50 anni, madre di Raffaele Iodice, avvia le sue indagini private, avendo in testa una frase che il figlio le aveva confidato pochi giorni prima di morire: "Ho paura. Temo di essere tradito. Se sarò ammazzato lo sarò per colpa di Simone Borrelli", uno della sua banda. Raffaele era il primogenito della donna, assiduo frequentatore della criminalità organizzata, riscuoteva il pizzo per conto degli Ascione. Secondo sua madre venne assassinato in quanto voleva, sia abbandonare il mondo della criminalità, che intrattenere una relazione con la sorella di Simone Borrelli. Era deciso a tornare ad una vita onesta. Le circostanze dell'assassinio del giovane furono agghiaccianti, mentre indagini condussero infine ad un processo. In aula vennero ricordate dettagliatamente. Il corpo, dopo l'esecuzione, sembrava quello di una persona normalmente seduta. Per gli inquirenti fu un indizio importante. Si vociferava che l'omicidio fosse avvenuto per mano di un amico, mentre Raffaele si trovava nella sua auto ferma. Ma dell'auto però non vi era alcuna traccia. Dal dibattimento emerse che gli assassini avrebbero iniziato a scavare una fossa per seppellire il corpo, ma furono improvvisamente interrotti in quanto i cani a guardia del fondo agricolo avevano iniziato ad abbaiare.

### Duplice omicidio Ronzetti e Del Mastro
Il 20 aprile 1988 i fratelli Giuseppe, Giacomo e Ciro Zeno, rispettivamente 27, 25 e 23 anni, uccidono Giorgio Ronzetti, braccio destro di Don Raffaele Ascione soprannominato Rafaele 'o Luongo, di 28 anni, e Michele Del Mastro, cognato di Delfino Del Prete, 23 anni, ferendo gravemente Giovanni Savino, 24 anni. I tre fratelli raccontarono agli inquirenti una storia di minacce, violenze fisiche e racket, che durava da diversi anni. La cosiddetta banda del Vesuvio li aveva presi di mira in quanto, come commercianti di fiori all'ingrosso, avevano avuto molto successo.

### Gli arresti degli anni '90
Nel 1990 vengono arrestati: Giovanni Birra di 27 anni, il cognato Stefano Zeno, Antonio Raiola di 27, Michele Beato di 19, Vincenzo e Ferdinando Abate di 31 e 29 anni, Giuseppe Sannino di 23.
Il 12 dicembre 1990 dopo due anni di latitanza trascorsi in Germania, nella sua abitazione, venne arrestato Raffaele Ascione, già legato a Raffaele Cutolo. Si nascondeva in un vano ricavato in una parete e protetto da una porta blindata. Sul suo capo pendevano ordini di carcerazione per associazione per delinquere di stampo camorristico, tentato omicidio, rapine e spaccio di droga. Scarcerato fu catturato il 18 maggio 1994 a Cava de' Tirreni. Tornato in galera muore all'ospedale di Caserta il 14 giugno 2004 dopo aver avvertito un malore nel carcere di Carinola.
Nel dicembre del 1990 vengono messi delle microspie e dei microfoni nelle bare dei pregiudicati uccisi nella guerra tra gli Ascione e gli Esposito. Nei nastri, secondo quanto si è appreso, si parla delle circostanze in cui sono avvenuti gli agguati e ai probabili moventi degli omicidi; si preparano vendette e si discute sulle modalità delle risposte da dare agli avversari. Le registrazioni così ottenute nel cimitero di Ercolano sono state ritenute uno degli elementi a carico dei 19 destinatari dei provvedimenti restrittivi, tutti accusati di associazione camorristica.
Il 19 dicembre 1990 Roberto Cutolo, figlio di Raffaele Cutolo venne ammazzato a Tradate in Lombardia dalla 'ndrangheta a causa di una vendetta trasversale. Per vendicarsi i Fabbrocino e gli Ascione avrebbero ucciso Salvatore Batti, un camorrista fuggito a Napoli.
Il 18 giugno 1991 la Corte di cassazione stabilì a sorpresa che non è reato sparare e uccidere un taglieggiatore che si presenti con la pistola in pugno. Venne così definitivo il proscioglimento dei fratelli Zeno: sparare contro i taglieggiatori che minacciano a mano armata e ucciderli rientra nell'ambito della legittima difesa. I fratelli Zeno, intanto, dopo un periodo trascorso nel Nord Europa nel timore di rappresaglie, tornarono a Ercolano.
Il 15 giugno 1993 Giovanni Birra, davanti al Tribunale, fu protagonista di una clamorosa evasione: mentre stava per essere riportato in carcere, dopo aver partecipato a un'udienza, prima di salire sul furgone riuscì a scappare sfilando i polsi dai ceppi che lo legavano ad altri detenuti. Inseguito dai Carabinieri riuscì a dileguarsi nei vicoli del Rione Forcella, a poche decine di metri dalla stazione centrale. Fu arrestato il 1º ottobre 1993 a Castiglione della Pescaia, in provincia di Grosseto, dove vivevano alcuni suoi familiari.
Il 17 ottobre 1993 per ordine di Immacolata Adamo i becchini del clan Ascione fecero irruzione nel cimitero e “rubarono” il cadavere di Raffaele Iodice, ucciso dal clan il 17 dicembre 1986. Una vendetta, affermano oggi i pentiti, nei confronti di sua madre, Cira Simeone, la donna-coraggio che fece da sola quello che lo stato non riuscì mai a fare: incastrare gli assassini di suo figlio.
Il 28 febbraio 1996 avviene l'operazione Nemesi, a Ercolano vengono eseguite 194 ordinanze di custodia cautelare in carcere. Il clan Ascione - che controlla il traffico di stupefacenti - viene decapitato. Tra gli arrestati: i fratelli Salvatore e Leonardo Zirpoli. Qualche giorno dopo l'arresto, i due si dichiarano pentiti. Con le loro dichiarazioni, mandano in carcere numerosi esponenti della camorra della fascia vesuviana.
Il 28 marzo 1996 a Ercolano, in un agguato resta gravemente ferita Giuseppina Brisciano, sorellastra di Salvatore e Leonardo Zirpoli.
Il 4 aprile 1996 a Portici, una bomba carta esplode davanti a un ristorante, è il secondo attentato in tre giorni. Il locale "Tonino a mare" è di proprietà di Anna Imperato, convivente di Leonardo Zirpoli.
Il 30 novembre 1996 l'avvocato Vincenzo Strazzullo, penalista del foro di Napoli e legale dei pentiti del clan Ascione, di Ercolano, tenta il suicidio a Todi. In una lettera afferma di essere "vittima di errori giudiziari". L'avvocato è sotto processo per sequestro di persona, minacce e sequestro di persona. Ad accusarlo, proprio il suo ex cliente Leonardo Zirpoli. Il collaboratore di giustizia accusa: "Voleva che ritrattassi le mie dichiarazioni sul clan Ascione".
Il 26 gennaio 1997 avviene l'omicidio di Ciro Zirpoli, figlio del pentito Leonardo, affiliato al clan camorristico degli Ascione e collaboratore di giustizia dall'aprile scorso, assieme ai fratelli Salvatore e Gennaro. Da allora la famiglia ha subito diversi attentati, costringendo Leonardo Zirpoli ha ritrattare. Zirpoli viene ucciso con un colpo di pistola alla schiena, in vico Razzolino. Il ragazzo, che vive a Firenze, è a Ercolano in visita da alcuni familiari. Sembra che il figlio Ciro avesse continuato ad avere rapporti con gli Ascione, allo scopo di spacciare droga. Secondo una prima ricostruzione della polizia, i killer, prima di ucciderlo gli dicono: "Ciao, Ciro..."
Il 6 febbraio 1997 l'avvocato di Zirpoli, Vincenzo Strazzullo, viene arrestato con le accuse di associazione camorristica.
Il 10 febbraio 1997 a Ercolano, viene profanata e incendiata la tomba di Ciro Zirpoli.
Da una decina d'anni, la seconda faida di Ercolano vede coinvolti gli Ascione contro i Birra. È una delle faide più cruente in termini di morti ammazzati. In ballo ormai non c'è più soltanto il controllo del territorio: la guerra di camorra va avanti in quanto tra i camorristi delle due famiglie c'è un odio profondo e radicato. In questa faida sono coinvolti anche i Papale. Dal febbraio 2007 al settembre 2008 ci sono stati 18 tra tentati e avvenuti omicidi.
Il 4 maggio 1999 avvenne l'omicidio di Ciro Cozzolino. Cozzolino non avrebbe dovuto vendere i suoi stracci in Campania a prezzi inferiori a quelli praticati dai principali operatori sulla piazza di Ercolano, legati al clan di Raffaele Ascione. E avrebbe anche dovuto, in cambio del permesso di operare su Prato, versare una tangente di 20 lire per ogni chilo venduto. Invece «Enzino o' pazzo» iniziò a vendere a Ercolano a prezzi «stracciati», conquistando il mercato.
Il 23 settembre 1999 avvenne l'omicidio di Marco De Franchis. Impiegato comunale massacrato dai camorristi, il suo ragazzo aveva rubato nella loro zona. La vittima aveva 45 anni ed era andato a lamentarsi da un boss perché il figlio era stato pestato. All'origine di tutto, comunque, c'era lui Aniello, 19 anni, uno dei due figli del De Franchis. Il ragazzotto ha aspirazioni da bulletto, distrubando gli Ascione proprio nella zona loro roccaforte, un territorio che circonda gli scavi archeologici.

### Gli arresti e gli omicidi del nuovo millennio
Il 24 marzo 2000 venne arrestato Giovanni Ascione, fratello del più noto Raffaele. Sempre nel 2000 venne arrestato un altro fratello di Raffaele Ascione: Pasquale, latitante dal febbraio 1998. Alla fine del 2001 venne arrestato Giovanni Birra capo del clan Birra-Iacomino.
L'11 gennaio 2002 viene tratto in arresto Mario Ascione, fratello del capoclan Raffaele e con lui finiscono in manette Pasquale Nocerino, 23 anni, Vincenzo Montella, 43 anni, e i figli, Ciro e Gennaro di 25 e 23, Enrico Maria, 23, Raffaele Gaudino, 43 e Giuseppe D'Amato, 26. Mario Ascione e Pasquale Nocerino erano i destinatari di un provvedimento di fermo emesso dalla DDA. D'Amato e Montella, il 12 aprile dello scorso anno, sfuggirono a un agguato, ma restarono feriti alle gambe insieme ad altre due persone (Enrico Maria restò miracolosamente illeso). Poteva essere una strage, in una faida, che solo in un anno ha lasciato a terra una decina di morti ammazzati. Una guerra per il controllo del traffico della droga e delle estorsioni.
Il 15 gennaio 2002 vengono arrestati con l'accusa di estorsione aggravata in concorso, tre pericolosi pregiudicati ritenuti affiliati al clan Birra di Ercolano. Si tratta di Ciro Oliviero, Vincenzo Viola e Salvatore Cefariello. Da qualche tempo, i tre arrestati avevano preso di mira un'azienda di Ercolano, pretendendo dal titolare, più volte minacciato, l'assunzione di un loro 'amico' o, in alternativa, il pagamento periodico di una somma di denaro. In cambio l'azienda avrebbe beneficiato di "protezione" da parte dei tre e del loro "clan".
Nel dicembre 2002 avviene un blitz che condurrà alla sbarra i colletti bianchi del clan Ascione-Papale.
Il 18 novembre 2003 viene arrestato Giorgio Durantini, vicino al clan Birra, per un omicidio commesso nel 1990, quando era ancora minorenne.
Il 14 giugno 2004 muore il capoclan Raffaele Ascione, fondatore dell'omonimo cartello camorristico. Dopo la sua morte le redini della cosca passeranno nelle mani della moglie Immacolata Adamo.
Nel gennaio 2005 viene arrestato Giovanni Montella, 19 anni, ritenuto vicino al clan camorristico Iacomino-Birra, i Carabinieri mentre lo inseguivano hanno notato che il giovane gettava per terra un oggetto, risultato poi un Revolver calibro 38 con matricola abrasa e cinque colpi inseriti nel tamburo.
L'8 maggio 2007 venne arrestato a Livorno Mario Oliviero (19 agosto 1977), 30 anni, affiliato al clan Birra, ricercato da alcune settimane dopo essere sfuggito ad un posto di controllo a Torre del Greco. Era ricercato dal 18 aprile 2003 ed aveva a carico numerosi precedenti penali per tentato omicidio volontario, lesioni personali, violazione della legge sugli stupefacenti e porto abusivo di armi. La Squadra Mobile livornese l'ha rintracciato nei pressi di un'abitazione che Oliviero aveva preso in affitto sul lungomare livornese.
Il 6 giugno 2007 a Torre del Greco, avviene l'omicidio del cutoliano Giuseppe Serra affiliato ai Falanga, l'omicidio avvenne per mano degli Ascione-Papale; Pietro Papale venne condannato quale mandante dell'omicidio.
L'11 giugno 2007 fu una data importante della storia della faida ercolanese. È il giorno dell'operazione “Reset”: ben 54 sono le persone assicurate alla giustizia, ritenute affiliati ai clan Birra e Ascione di Ercolano e Alberto di Barra, che vengono decapitati.
Nel 2007 dopo sole due settimane di detenzione muore Vincenzo Oliviero (1961 - estate 2007), reggente del clan Birra.
Il 14 novembre 2007 viene arrestato in Spagna, nei pressi di Gerona, il latitante Natale Suarino. Suarino deve scontare la pena definitiva di 12 anni e 6 mesi di reclusione per associazione di stampo camorristico e traffico di sostanze stupefacenti.
Il 17 ottobre 2008 avviene l'omicidio di Giuseppe Di Dato, soprannominato Pepp 'a Parrella, sarebbe un caso di lupara bianca: la moglie avrebbe detto che ad ucciderlo sarebbero stati gli Ascione-Papale. L’uomo con problemi psichici sarebbe sparito da Ercolano la notte del 17 ottobre 2008 e, fino a oggi, rimasto irrintracciabile.
Nel marzo 2009 viene arrestato Salvatore Fiore (1980), killer degli Ascione-Papale.
Il 12 giugno 2009 avviene l'omicidio di Carlo Borrelli, imprenditore di 39 anni. Incensurato, titolare della ditta "Edil Italia", Borrelli si era allontanato da casa il giorno precedente verso le 18. "Ho un appuntamento di lavoro", aveva riferito alla moglie. Non è più tornato e la donna, allarmata, ne aveva denunciato la scomparsa ai Carabinieri. Il corpo era in una scarpata nei pressi dalla strada statale 268, all'altezza di Sant'Anastasia. I primi a notarlo sono stati gli automobilisti che percorrevano l'arteria che collega i comuni vesuviani. Qualcuno ha creduto fosse un manichino. Altri hanno capito, e hanno lanciato l'allarme telefonando ai vigili urbani di Cercola. Così stato rinvenuto un cadavere quasi completamente carbonizzato, crivellato con cinque colpi di pistola esplosi a bruciapelo. Nessun documento addosso. Solo attraverso la fede nuziale è stato possibile identificare la vittima di questo omicidio. «Mi colpisce l'efferatezza con la quale il delitto è stato commesso: un gesto criminale, da nazi-camorra. Siamo a livelli di violenza inaudita», commentò così l'allora sindaco di Ercolano, Nino Daniele che non conosceva la famiglia dell'imprenditore. La sua colpa, secondo alcuni pentiti del clan Ascione-Papale e riferita da organi di stampa, è stata quella di essersi rifiutato di pagare due diverse tangenti a uno stesso clan.
Il 1º agosto 2009 avviene il tentato omicidio di un carrozziere, Nunzio Galò, che fu ricompensato con 250 euro alla settimana, dunque circa mille euro al mese, per non rivelare ai Carabinieri il nome di chi gli aveva sparato.
Il 21 settembre 2009 sono state sequestrate: 2 pistole Beretta (una calibro 9 e l’altra calibro 6,35), 12 cartucce GFL calibro 9x21, 23 cartucce GFL calibro 357 Magnum, mentre il 12 dicembre 2009, nel corso di una perquisizione all’interno di un casolare abbandonato, è stato rinvenuto un borsone contenente 2 giubbetti antiproiettile, 1 proiettile, 1 caricatore vuoto, 3 parrucche e 43 maschere.
Il 14 novembre 2009 vengono effettuati sei arresti, tra cui quello di Marco Cefariello, reggente del clan Birra-Iacomino.

### Situazione attuale
C'è stato un momento durante la sanguinosa faida di Ercolano, precisamente poco prima del 2013, in cui si è rischiato lo scontro interno nel clan Ascione-Papale tra il gruppo dei siciliani ovvero quelli della famiglia Papale e quelli invece che facevano capo a Ciro Montella o'lione.
Nel 2014 Ciro Gaudino, killer del clan Papale, viene arrestato per l'omicidio di Giorgio Battaglia.
Da un'indagine conclusa dall’Arma dei Carabinieri nel mese di ottobre 2016 è emersa una netta sovrapposizione tra i Falanga e gli Ascione-Papale nella gestione delle piazze di spaccio, in ragione di un accordo funzionale alla spartizione condivisa degli affari illeciti su Torre del Greco. Nell’ambito della stessa attività è stata accertata anche un’estorsione ai danni di una società napoletana di videolottery.
Il clan Birra, di fatto, non esiste più. Chi non si è pentito, o è in carcere, o è morto ammazzato. In questi anni Giovanni Birra non ha però mai nemmeno accennato a una collaborazione. Nonostante si trovi recluso da decenni al 41 bis.
Nell'aprile 2018 venticinque persone sono state arrestate dai carabinieri in un’operazione antidroga nel Napoletano. È stato smantellato un mercato di sostanze stupefacenti ‘autonomo’ da clan: i militari della Compagnia di Torre del Greco hanno eseguito un’ordinanza di custodia cautelare in carcere per spaccio e detenzione di droga a fini di spaccio emessa dal gip di Napoli, su richiesta della Procura, L'indagine ha riguardato undici "piazze" tra Ercolano, Portici e Torre del Greco, la maggior parte delle quali gestite da donne. In flagranza sono state arrestate tredici persone e sequestrati circa 1,8 chilogrammi tra cocaina, hashish e crack. Sette persone sono state condotte in carcere, diciassette ai domiciliari. Una donna arrestata in flagranza sarà giudicata con rito direttissimo.
Nel luglio 2019 si pente Giovanni Montella, detto Giovannone, 32 anni, abile trafficante di droga della zona Vesuviana nipote di un boss del clan Fabbrocino e legato a doppio filo con i narcos napoletani di Secondigliano.
Nel settembre 2019 emerge un accordo segreto tra due cosche specializzate in spaccio ed estorsioni. Da una parte gli Ascione-Papale, organizzazione criminale attiva a Ercolano e Torre del Greco. Dall’altra, la famiglia Luongo, dinastia della malavita con base a San Giorgio a Cremano. Le due organizzazioni criminali avrebbero stretto un accordo per resistere all’ondata di arresti e condanne che in questi ultimi anni sono state in grado di colpire al cuore la cupola della criminalità organizzata all’ombra del Vesuvio.
Nel maggio 2020 viene scarcerato Mario Ascione (Ercolano, 12 febbraio 1988) figlio del boss Raffaele Ascione (1954 - 14 giugno 2004) detto 'o luongo.
Nel febbraio 2021 viene arrestato a Latina, Mario Ascione figlio del defunto boss Raffaele.
Nel maggio 2021 viene arrestata Immacolata Adamo, reggente del clan Ascione e vedova del defunto boss Raffaele.

## Prima faida
La notte del 4 febbraio 1990 gli scavi archeologici di Ercolano vennero circondati e i custodi immobilizzati. Attraverso un buco nella parete, i rapinatori sono penetrati nelle sale del museo scegliendo i 230 pezzi migliori con un catalogo alla mano. Senza dubbio una rapina mirata, su commissione, forse da ambienti collegati con mercanti d'arte stranieri. Ma i conti non sono tornati e la camorra ercolanese si è trovata subito di fronte a sviluppi imprevisti. Uno dei due clan non ha gradito che il colpo fosse stato compiuto da malavita esterna. Si è poi aggiunto il ruolo dell'avvocato Cesare Bruno, che, tra Portici ed Ercolano, è un penalista molto conosciuto negli ambienti della malavita. Proprio per questo il commissariato gli avrebbe affidato una missione delicata: far girare la voce secondo la quale era bene per tutti che il tesoro trafugato non uscisse da Ercolano. In sostanza un pressante appello per la sua restituzione e il suo recupero. E quando sembrava che la razzia fosse stata commissionata da mercanti svizzeri in contatto con collezionisti londinesi e americani, non si esitò anche a far balenare la possibilità di un premio a chi avesse fornito informazioni utili per il possibile recupero del tesoro. Il primo a subire le conseguenze della rottura degli equilibri fra i due clan vesuviani, è proprio l'avvocato Cesare Bruno: un personaggio più volte coinvolto in inchieste sulla criminalità organizzata. Quando era consigliere comunale di Napoli del Msi-Dn, fu Giorgio Almirante, allora capogruppo alla Sala dei baroni, a chiederne la sospensione dal partito. Appartenente a una delle famiglie più note di Portici, Cesare Bruno era diventato il difensore di molti boss. Il 6 febbraio 1990, appena due giorni dopo il clamoroso colpo, viene ferito in un agguato. I killer gli sparano dall'interno di una Fiat Uno risultata rubata. Le indagini condussero al fermo e poi all'arresto, il 17 febbraio 1990, di Ciro Neri, infermiere di 40 anni presso l'ospedale Ascalesi di Napoli. Era stato sorpreso nella villa di un mercante d'arte a Roma. Lo aveva tradito una ferita alla mano che si era procurato rompendo una delle vetrine del museo. Infine gli arresti degli esponenti dei due clan in lotta: Giovanni Birra di 27 anni, il cognato Stefano Zeno, Antonio Raiola di 27, Michele Beato di 19, Vincenzo e Ferdinando Abbate di 31 e 29 anni, Giuseppe Sannino di 23. Birra e Zeno sono stati sottoposti all'esame subito dopo l'omicidio di Ciro Naldi. Il risultato ha confermato che avevano fatto uso di armi da fuoco. Alcune tracce conducono a Stefano Zeno, 24 anni, uno dei sette pregiudicati allora arrestati. Quando sparano al penalista, in realtà non vogliono ucciderlo. È soltanto un duro avvertimento per lui e per il clan degli Ascione. La reazione non manca ed è violenta. Ha luogo poche settimane dopo. Il primo marzo 1990 ad Ercolano viene ucciso Antonio Esposito, 34 anni, soprannominato Antonio 'e Giorgino. I killer lo crivellano di colpi, viene gravemente ferito il suo luogotenente, Tommaso Iengo di 42 anni. Tra i due clan è ormai guerra dichiarata. Colpiti duramente, gli Esposito organizzano la controffensiva. Puntano su Ciro Naldi, 19 anni, esponente di punta della banda Ascione. Forse è stato proprio lui il mandante del mortale agguato teso ad Antonio Esposito. Il 14 marzo 1990 cade sotto i colpi di un gruppo di fuoco. Era stato processato poche ore prima per detenzione di una modica quantità di droga. Due giovani killer in motocicletta lo abbattono con una raffica quasi davanti agli scavi di Ercolano.

## Cronologia degli omicidi e dei tentati omicidi della prima faida
- 6 febbraio 1990: Tentato omicidio di Cesare Bruno, ex consigliere MSI.
- 1º marzo 1990: Omicidio di Antonio Esposito (Ercolano, 10 dicembre 1955 - 1º marzo 1990), 34 anni, soprannominato Antonio 'e Giorgino. I killer lo crivellano di colpi. Gravemente ferito è il suo luogotenente Tommaso Iengo di 42 anni. Tra i due clan è ormai guerra dichiarata. Colpiti duramente, gli Esposito organizzano la controffensiva.
- 14 marzo 1990: Omicidio di Ciro Naldi, 19 anni, esponente di punta del clan Ascione. Probabilmente è stato proprio lui il mandante del mortale agguato teso ad Antonio Esposito. Venne processato poche ore prima per detenzione di una modica quantità di droga. Due giovani killer in motocicletta lo abbattono con una raffica di mitra, nei pressi degli scavi di Ercolano.
- 17 aprile 1990: Omicidio di Alfonso Esposito, 33 anni, vienne ucciso, con una sventagliata di colpi alla testa, mentre giocava a carte con gli amici.
- 17 aprile 1990: Omicidio Ciro Panariello, figlio di Salvatore Panariello, del clan Ascione. La vittima, con precedenti penali, ha avuto un ruolo nel sacco di Ercolano: la clamorosa e miliardaria rapina agli scavi del febbraio scorso. Un colpo che non sarebbe stato autorizzato dalle tante famiglie camorristiche del Napoletano, un'azione criminale che avrebbe ulteriormente spaccato il frastagliatissimo assetto interno della camorra.
- 28 aprile 1990: Omicidio dell'avvocato Antonio Buonajuto.
- 6 agosto 1990: Omicidio di Francesco Oliviero. Fu ucciso per errore nel corso di una sparatoria tra i due clan avversi di Ercolano.
- 9 novembre 1990: Omicidio di Delfino Del Prete, affiliato all'estinto clan degli Esposito e ritenuto un elemento di primo piano della malavita vesuviana.
- 30 luglio 1993: Omicidio di Salvatore Esposito (6 maggio 1960 - 30 luglio 1993), detto "Lulluccio", allora reggente dell'associazione camorristica Esposito-Del Prete-Iacomino.
- 21 novembre 1993: Tentato omicidio di Stefano Zeno[17] e Biagio Desiderio, ad opera dei fratelli Natale, nato a Ercolano il 23 dicembre 1967, e di Giuseppe Suarino, nato a Ercolano il 15 aprile 1973, in collaborazione con altre due complici.

## Seconda faida
Al termine della prima guerra di camorra, e a seguito degli arresti operati nel corso dell’operazione denominata "Nemesi", avvenuta il 28 febbraio 1996, l’allora clan dominante degli Ascione venne sostanzialmente indebolito. Tale situazione di fatto contribuiva alla creazione di una nuova fazione opposta, creata dalla scissione delle file del clan Ascione, quella di Tommaso Iengo, soprannominato "Masuccio", e di Giovanni Birra, soprannominato “Giannino a Mazza”. I due decisero di "mettersi in proprio", ed in particolare nel traffico di stupefacenti, costituendo il clan Iengo-Birra, clan che poteva contare sulla partecipazione di numerosi alleati, tra i quali, la schiera dei Durantini, incaricati dello smistamento di sostanze stupefacenti nella zona alta di via Pugliano, e di numerosi altri spacciatori organizzati in una rete capillare nella zona di via Cuparella e di via Pace. La spartizione del traffico di stupefacenti ad Ercolano diede avvio ad una sanguinosa faida tra i due clan rivali, ovvero gli Ascione e i Birra. Il collaboratore di giustizia Gerardo Sannino, ex affiliato al clan Iacomino-Birra, anni dopo, rivelò i suoi «segreti» riguardanti la faida all’Antimafia di Napoli, ed è stato ascoltato in qualità di teste al processo che vede alla sbarra alcuni dei soldati fedeli a Natale Dantese, boss del Canalone, accusati a vario titolo di camorra e lesioni. Nel corso della sua deposizione, Sannino ha ricordato che in quel periodo doveva comprare la droga dagli Iacomino-Birra anche se era affiliato al clan rivale, perché la cosca di Giovanni «‘a mazza» era la camorra vincente e la droga la dovevano acquistare tutti alla «Cuparella», compreso gli Ascione-Papale. Chi non voleva sottomettersi diventava un bersaglio dei killer degli Iacomino-Birra. Ma la vera goccia che fece traboccare il vaso rendendo ancor più aspra quella faida fu uno "sconfinamento" riguardante le estorsioni. Uno dei due clan andò a riscuotere il pizzo in un negozio che pagava la tangente al clan avversario. La città era praticamente suddivisa a metà dal corso principale, ovvero corso Resina, che segna il confine tra le due zone controllate dalle famiglie camorriste rivali: da una parte quella dei Birra, e dell'altra quella degli Ascione. Questo riferimento rappresentava il sistema per stabilire quale negozio dovesse pagare la tangente a uno dei due clan. Stando alle testimonianze rese da 15 collaboratori di giustizia, sarebbe stata Immacolata Adamo, la “vedova nera” del clan, a gestire i soldi del pizzo, a pagare gli stipendi ai carcerati, a siglare, per un mese appena, la pax mafiosa con i Birra, i nemici degli Ascione. "Le offrirono 25 mila euro al mese per uscire dagli affari illeciti, racconta il pentito Giovanni Savino, ma l’accordo durò poco". Circostanza confermata e chiarita dal “pentito di lusso” Antonio Birra. Il super pentito chiarisce il ruolo di Immacolata Adamo e in particolare del “doppio gioco” che la moglie del boss avrebbe messo in atto per “stanare” i Birra. «Una volta uscito dal carcere mio fratello inviò 30 milioni di lire ad Adamo Assunta", racconta il super-pentito, in segno di “rispetto”. "Questo gesto di mio fratello era finalizzato di dire alla Adamo di starsene buona e calma e di smettere di delinquere, perché in quella situazione era lui che comandava". Un’offerta che la “vedova nera” della camorra avrebbe, almeno in un primo momento, rifiutato, secondo Birra, perché riteneva la somma offerta troppo esigua. Al punto che, a farsi carico della “trattativa” furono Stefano Zeno, l’altro reggente del clan, e Salvatore Viola: "i personaggi più temuti del clan", come racconta Antonio Birra. Ma donna Imma non mollò. Prima si rifiutò, poi, dopo qualche giorno, si presentò a casa di Giovanni Birra per firmare, secondo la deposizione del super pentito, un accordo farsa. "Qualche giorno dopo si presentò nella stalla un affiliato di Caivano, racconta Birra, ci avvertì che la Adamo aveva offerto 100 milioni di lire per uccidere Stefano Zeno e Salvatore Viola. A quel punto fu chiaro il doppio gioco della Adamo che tramava per aggredirci. Evidentemente il denaro offerto doveva essere poco rispetto alle cifre entrate in casa Ascione per gli affari illeciti". Fu questa, secondo Birra, una delle ragioni scatenanti alla base dell’incredibile guerra che insanguinò le strade di Ercolano.

## Cronologia degli omicidi e dei tentati omicidi della seconda faida
- 19 giugno 1996: Omicidio di Ciro Munizzi, ritenuto affiliato al clan Ascione.
- 25 ottobre 1996: Omicidio di Gerardo Clavo, esponente del clan Ascione.
- 1996–1997: Tentato omicidio di Ciro Borrelli, appartenente al clan Durantini, all'epoca dei fatti già legato alla "cuparella".
- 1996–1997: Tentato omicidio di Mario Oliviero e Gaetano Vulcano, all'epoca erano dei fatti erano dei pupilli dei "Suarino". Secondo la ricostruzione del pentito Ciro Gaudino nel commando di fuoco erano presenti Giorgio Durantini, Vincenzo Polese ed un'altra persona, la "trappola" sarebbe scattata, in risposta ad un fallito agguato commesso ai danni di Ciro Borrelli, ma anche perché i due assieme a Natale Dantese, all'epoca ragazzo, avevano aperto una piazza di spaccio proprio nella zona dei "Durantini" in particolare nei pressi dell'abitazione del boss Giovanni (1964) detto "Boninsegna".
- 8 luglio 1997: Omicidio di Francesco Vitiello, elemento vicino al clan Ascione. L'omicidio avvenuto per mano del clan Iengo-Birra, segnava l'inizio di una lotta tra i due clan.
- 25 luglio 1997: Omicidio di Michele Vignola, affiliato al clan Birra. Questo omicidio sarebbe stato decretato dal clan Birra nell'ambito di una epurazione interna, in quanto la vittima era ritenuta "non più affidabile".
- 3 agosto 1997: Omicidio di Tommaso Iengo (23 maggio 1948 - 3 agosto 1997), 49 anni, capo del clan Iengo-Birra.
- 22 agosto 1997: Omicidio di Duilio Iengo, 29 anni, figlio del boss Tommaso, apparteneva al clan dei Birra-Iengo.
- 30 agosto 1997: Omicidio di Giuseppe Borrelli, ritenuto vicino al clan Ascione-Papale. Fu una vendetta ponderata, in quanto il Borrelli, oltre ad essere uno dei principali esponenti ed uno dei maggiori esperti del traffico di droga del clan Ascione, era ritenuto dai Birra, uno dei soggetti coinvolti direttamente nell'omicidio di Iengo Tommaso e del figlio Duilio.
- 9 novembre 1997: Omicidio di Salvatore Birra, alias "Tore Porcello", cugino del boss Giovanni Birra. L'omicidio di Salvatore Birra sarebbe avvenuto per mano di Ciro Farace, al culmine di una lite innescata per futili motivi.
- 9 ottobre 1998: Omicidio di Ciro Cozzolino, organico al clan Ascione. Cozzolino non avrebbe dovuto vendere i suoi stracci in Campania a prezzi inferiori a quelli praticati dai principali operatori sulla piazza di Ercolano, legati al clan di Raffaele Ascione. E avrebbe anche dovuto, in cambio del permesso di operare su Prato, versare una tangente di 20 lire per ogni chilo venduto. Invece poi «Enzino o' pazzo» cominciò a vendere a Ercolano a prezzi «stracciati», conquistando il mercato, ma a rischio della vita.
- 15 maggio 1999: Duplice omicidio di Pasquale Di Dato, 24 anni, e suo cognato il diciassettenne, Ciro Clavo, figlio di Gerardo, esponente del clan Ascione ucciso il 25 ottobre 1996.
- 12 settembre 1999: Omicidio di Vincenzo Polese, affiliato al clan Birra era sospettato di essersi avvicinato alla cosca rivale degli Ascione e perché aveva aperto un’autonoma piazza di spaccio "clandestina" nell'area sottoposta al controllo dei Durantini.
- 6 febbraio 2000: Duplice omicidio di Lucio Di Giovanni e Raffaele Di Grazia. «Giovanni Birra, Stefano Zeno e Costantino Iacomino decisero che Di Grazia doveva morire perché stava passando alla famiglia rivale: gli Ascione-Papale». L'ordine fu dato circa due mesi prima così com'è stato inserito nei verbali trascritti dell'interrogatorio e confermato al processo.
- 17 gennaio 2001: Omicidio di Ciro Farace, elemento di spicco del clan Ascione-Papale. Michelina Cappiello è accusata di aver richiesto ai vertici del clan Birra questo omicidio per vendicare quello di suo figlio Salvatore Birra.
- 12 aprile 2001: Tentato omicidio di Vincenzo Montella, vengono feriti quattro ragazzi per sbaglio da colpi di pistola per essersi trovati casualmente accanto ad un pregiudicato, vero obiettivo dei sicari. Le indagini dei carabinieri sull'agguato avvenuto la scorsa notte ad Ercolano hanno infatti accertato che, dei cinque feriti (tutti in maniera non grave), quattro sono rimasti coinvolti per caso. L'obiettivo era Vincenzo Montella, ritenuto vicino al clan camorristico Ascione.
- 17 aprile 2001: Omicidio di Costanzo Calcagno, 52 anni, uomo del clan Ascione.
- 28 maggio 2001: Tentato omicidio di Mario Ascione (31 marzo 1956 - 11 marzo 2003), fratello del boss Raffaele.
- 3 giugno 2001: Omicidio di Nicodemo Acampora, affiliato al clan Ascione.
- 28 giugno 2001: Omicidio di Giuseppe Infante, marito della sorella del boss Giovanni Birra.

Le fonti riportano che, dopo tale omicidio, Gianni "a'mazz" ordinò il totale annientamento del clan Ascione esclamando di fronte agli affiliati "Dovete ammazzarli tutti!".
- 8 luglio 2001: Omicidio di Raffaele Filosa, fidanzato della figlia di Mario Ascione. L'omicidio Filosa sarebbe stata la risposta a un agguato del 28 giugno 2001, nel quale era stato ucciso Giuseppe Infante, marito della sorella del boss Giovanni Birra. Il capoclan, allora, per placare la sua sete di vendetta, pretese di assistere all'esecuzione della missione di morte che aveva ordinato. Ma poiché non poteva muoversi da casa in quanto agli arresti domiciliari, pretese che l'omicidio avvenisse proprio sotto casa sua, su Corso Resina, a pochi passi da via Cuparella.
- 12 luglio 2001: Omicidio di Vincenzo Tuono, affiliato al clan Ascione-Papale e tentato omicidio di altre due persone, una madre Giuseppa Leggadro e Gaetano Acampora. Tuono era cognato di Mario Ascione. L'omicidio rientrava nella logica criminale del boss Giovanni Birra (Ercolano, 12 luglio 1963) per l'omicidio di Giuseppe Infante. Gli esecutori materiali: furono Gerardo Sannino (1974) e Pasquale Genovese (1974), rispettivamente figliastro di Antonio Birra (fratello del boss Giovanni) e nipote del boss (oggi pentito) Costantino Iacomino. I killer sparano una raffica di proiettili uccidendo Tuono. Miracolati due ragazzini di 15 e 16 anni, mentre viene ferita la madre di Tuono, Giuseppa Leggiadra, allora sessantacinquenne. Colpita perché protegge il figlio con il suo corpo. La donna guarisce, diventa l'unico testimone oculare, fa i nomi dei killer che dice di conoscere. Sul banco degli imputati, grazie a quella testimonianza e al riconoscimento sulle foto segnaletiche dei carabinieri, finiscono Gerardo Sannino (6 ottobre 1974) e Pasquale Genovese (27 giugno 1974). Ma nel 2004, durante una movimentata udienza in corte d'Assise, Giuseppa Leggiadra non ha confermato quanto dichiarato a verbale tre anni fa. La donna ha detto ai giudici di aver fatto i nomi dei presunti killer non perché li aveva visti uccidere il figlio («Avevano i caschi protettivi sulla testa»), ma soltanto perché era stata influenzata dalle voci del quartiere. Dunque processo bloccato proprio a causa del principale teste d'accusa, che è stato denunciato per falsa testimonianza. Secondo i giudici, infatti, la madre dell'uomo ucciso ha mentito.
- 8 settembre 2001: Omicidio di Giuliano Cioffi, 46 anni, cognato del capoclan Raffaele Ascione. La decisione di uccidere Cioffi fu presa dai Birra-Iacomino per vendicare la morte di Giuseppe Infante, cognato del boss Giovanni Birra. Il compito fu affidato al clan alleato dei "Capitoni", ovvero i Lo Russo, in particolare alla squadra del reggente Raffaele Perfetto.
- 21 ottobre 2001: Omicidio di Salvatore Oliviero, uomo degli Ascione-Papale, avvenuto dinanzi al "King Bar" di Ercolano in via Panoramica, in presenza di numerosi avventori. Costantino Iacomino è stato condannato a 16 anni di carcere per l'omicidio di Salvatore Oliviero. L'ex boss del cartello criminale di via Cuparella, da diversi anni collaboratore di giustizia, è stato riconosciuto come mandante dell'agguato che costò la vita a Oliviero, vicino agli Ascione-Papale. E fu proprio lui a descrivere tale omicidio: Nel 2001 vivevano in tre appartamenti e da lì che impartivano gli ordini per gli affiliati della cosca. «Una mattina mi telefona mia figlia piangendo». Un breve colloquio sull'incidente subito dal genero Agostino Scarrone sposato con Maria Maddalena Iacomino. «Era sullo scooter quando una vettura lo ha investito da fargli perdere i sensi; subito dopo l'accaduto fu portato all’ospedale Don Bosco». Solo dopo alcuni giorni il ragazzo si riprese e riconobbe il responsabile: Oliviero. Ecco allora che d’impeto il boss vuole vendicarsi, ma venne bloccato dagli altri due capi. «Non andare ora ad Ercolano ma facciamo una riunione e decidiamo». E così, poi, avvenne. Da Castel Volturno, la cupola costituita da Giovanni Birra, Stefano Zeno e Costantino Iacomino, decise di ordinare l'assassinio di Salvatore Oliviero il 21 ottobre 2001. I tre boss del clan erano in latitanza ed avevano nella costa casertana la loro base logistica per continuare a gestire gli affari sporchi. La vittima era affiliato al gruppo che storicamente è stato sempre rivale: Ascione-Papale. Il commando agì in via Panoramica ad Ercolano nei pressi del bar King, alle 22,15, e durante la sparatoria fu ferita anche una donna che era seduta.
- 14 novembre 2001: Tentato omicidio di Gennaro Brisciano. Alle 8 del mattino del 14 novembre 2001 esplosero una raffica di proiettili tra la folla, nel mercato di Pugliano, per ammazzare Brisciano, cinquantaquattro anni, sodale degli Ascione condannato dal gotha della cosca avversaria con l'accusa di avere passato informazioni sui Birra.
- 11 marzo 2003: Duplice omicidio di Mario Ascione[18] e Ciro Montella. A 13 anni dai fatti, grazie anche al racconto di ben 14 collaboratori di giustizia, sono stati individuati presunti killer e mandanti. Da quanto ricostruito, il duplice omicidio di Mario Ascione considerato dagli inquirenti reggente del clan e Ciro Montella, suo guardaspalle, fu compiuto in risposta all'assassinio di Giuseppe Infante, cognato del capoclan Giovanni Birra. Nell'agguato rimase ferito un ragazzo di Arzano, Renato Scoppetta, nato nel 1982, che si era recato ad Ercolano per lavoro.
- 13 agosto 2003: omicidio di Alfonso Guida, affiliato agli Ascione. La vittima potrebbe avere assistito all’esecuzione di Mario Ascione, fratello del capo clan e di Ciro Montella, avvenuta l’11 marzo 2003 e, quindi avrebbe potuto riconoscere gli assassini.
- 18 agosto 2003: Omicidio di Carlo Polese, affiliato del clan Birra-Iacomino. Un commando armato di appartenenti al clan Birra si recò a scopo dimostrativo ed a mo' di sfida nella roccaforte del clan Ascione, nella cosiddetta "Moquette", con l'intenzione di portare a termine un attentato anche mediante l'utilizzo di una bomba, come poi rivelato da alcuni pentiti interni al clan Birra. Proprio in quel frangente, fu colpito a morte Polese da un uomo all'interno del palazzo degli Ascione, poi individuato in Giorgio Di Bartolomeo, grazie al racconto di numerosi pentiti appartenenti sia all'uno che all'altro clan. Nella sparatoria rimase ferito anche un passante Giovanni Cozzolino, 65 anni. Polese morirà il giorno successivo, il 19 agosto 2003, a seguito di una ferita riportata da un colpo di pistola esploso da Giorgio Di Bartolomeo, marito della figlia di Raffaele Ascione, Patrizia.
- Nel 2003: tentato omicidio da parte di Giorgio Di Bartolomeo di vari esponenti del clan Birra, tra cui Lorenzo Fioto[19], in risposta al fallito agguato da parte del clan Birra avvenuto il 18 agosto 2003.
- 13 settembre 2003: omicidio di Gennaro Brisciano, noto luogotenente dei potenti boss Ascione, ex collaboratore di giustizia, già scampato quattro volte a imboscate nemiche, esponente di spicco di una famiglia che ha contato gravi "perdite", come quel nipote, Ciro, 16 anni, assassinato per una vendetta trasversale. Brisciano pagò con la vita la sua militanza nel clan Ascione, ma soprattutto l'aver tentato di fare il doppio gioco, aggraziandosi alcuni esponenti del clan Birra al solo scopo di carpire notizie. Non solo: Brisciano qualche anno prima si era pentito e con le sue dichiarazioni aveva accusato solo esponenti del clan avversario.
- 13 settembre 2003: omicidio di Aristide Abbate, del clan "Birra".
- 9 ottobre 2003: omicidio di Renato Iacomino, 28 anni, inserito nel clan Birra, nipote di Costantino Iacomino "capaianca", elemento di vertice del sodalizio criminale.
- 13 ottobre 2003: Tentato omicidio di Aniello Estilio, 21 anni, e della giovane moglie Assunta Bifulco, 24 anni, in attesa di un bambino, al settimo mese di gravidanza.
- 14 ottobre 2003: Tentato omicidio di Vincenzo Suarino (1948), incensurato e fratello di Natale Suarino, già esponente di spicco della cosca degli Ascione e da sempre vicino a Raffaele Ascione.
- 1º giugno 2004: Omicidio di Luigi Di Giovanni, affiliato al clan Birra.
- 7 settembre 2004: Omicidio di Salvatore Ruggiero, pregiudicato. Ruggiero prima di essere un fedelissimo dei Birra, era affiliato al clan Ascione. Nella sparatoria viene coinvolto a sua volta Pasquale Cozzolino, incensurato di 19 anni, mentre il padre del ragazzo Rosario Cozzolino, risultava essere un elemento ritenuto vicino al clan Birra, lo stesso al quale apparteneva Ruggiero.
- 2 gennaio 2005: Tentato omicidio di Vincenzo Del Mastro, un pregiudicato di 25 anni, è stato raggiunto da colpi di arma da fuoco a un fianco ed è ricoverato in prognosi riservata all'ospedale Maresca di Torre del Greco. Un passante, Ciro Cozzolino di 58 anni, è rimasto ferito da un proiettile a una gamba ed è ricoverato nello stesso ospedale con una prognosi di 20 giorni. Secondo la polizia, era il solo Del Mastro l'obiettivo dei sue sicari, che hanno sparato dalla sella di un motorino. Del Mastro ha precedenti per furto e rapina, ma non risulta legato a clan della camorra. Del Mastro frequentava pregiudicati del clan Birra.
- 15 giugno 2005: Omicidio di Salvatore De Crescenzo (1954 - 2005), 51 anni, ritenuto fiancheggiatore del clan Birra, in passato vicino agli Ascione.
- 28 giugno 2005: Duplice omicidio di Luigi Boccia, 40 anni, e Pasquale Maiorano, 32 anni, entrambi pregiudicati per reati vari e ritenuti legati al clan Birra.
- 10 giugno 2006: Tentato omicidio di Carlo Imperatore, 40 anni.
- 2 settembre 2006: Tentato omicidio di Marco Cefariello[20] reggente del clan Birra-Iacomino.
- 15 gennaio 2007: Duplice omicidio di Vincenzo e Gennaro Montella, rispettivamente padre e figlio, entrambi netturbini e affiliati di spicco del clan Ascione. Padre e figlio furono uccisi perché imparentati con un ras della fazione avversa.
- 10 febbraio 2007: Omicidio di Antonio Papale, 40 anni, fratello dei boss Alfio[21], Ciro[22], Luigi[23] e Mario[24], considerato dai carabinieri affiliato al clan camorristico Ascione. L'agguato al fratello del boss dei catanesi, fu una risposta all'omicidio di Giuseppe Infante, il cognato del boss Giovanni Birra[5] ucciso nel 2001. Secondo i reggenti del cartello criminale della Cuparella, sarebbe stato Antonio Papale ad attirare Infante nella trappola del clan.
- 10 febbraio 2007: Duplice omicidio dei fratelli Maurizio e Marco Manzo, affiliati al clan Ascione-Papale. Erano ritenuti da Giovanni Birra[5] gli esecutori materiali dell'omicidio di suo cognato Giuseppe Infante.
- 9 marzo 2007 : Tentato omicidio di Ciro Uliano e Simone Borrelli[25], ritenuti elementi di spicco del clan Birra-Iacomino. Nel 2007, i due, in una strada centrale di Ercolano, esplosero circa 30 colpi di kalashnikov contro un'auto blindata su cui viaggiavano altrettanti affiliati al clan rivale Ascione–Papale. Era un tentativo di vendicare l'omicidio di Antonio Papale.
- 18 marzo 2007: Omicidio di Giuseppe Cordua, 59 anni, padre di Enrichetta Cordua, donna che, per un periodo, fece parte degli alti vertici del clan Birra-Iacomino. La vittima aveva precedenti per associazione mafiosa ed era ritenuta legata al clan dei Birra. Cordua era anche pregiudicato per usura, droga, armi, per vicende risalenti dal 1997 al 2003, ed venne sottoposto alla sorveglianza speciale. Era in sella a un motorino quando è stato affiancato dai sicari, anch'essi a bordo di un ciclomotore, trovato bruciato poco più tardi in via Alessandro Rossi, a non molta distanza dal luogo del delitto.
- 3 maggio 2007: Duplice tentato omicidio di Ciro Nocerino[26] e Aniello Estilio, nato a Napoli il 26 febbraio 1982, due uomini del clan Ascione-Papale. Contro di loro furono esplosi circa 30 colpi di kalashnikov, ma l'auto blindata sulla quale i due viaggiavano li salvò da morte certa.
- 19 maggio 2007: Omicidio di Gaetano Pinto, personaggio ritenuto affiliato agli Ascione-Papale.
- 24 maggio 2007: Omicidio di Ettore Merlino, sicario del clan Ascione-Papale.
- 11 luglio 2007: Tentato omicidio di Antonio Oliviero[27] soggetto ritenuto sodale dei Birra, è rimasto inizialmente ferito in modo grave per poi decedere il successivo 16 luglio 2007.
- 6 agosto 2007: Tentato omicidio di Ciro Iacomino[28] fratello del boss Costantino.
- 2 settembre 2007: Omicidio di Vincenzo Scognamiglio[29] detto 'a Badessa, affiliato al clan Birra-Iacomino.
- 28 settembre 2007: Omicidio di Vincenzo Abbate detto 'o Chiattone o Capa 'e Munnezza[30] fratello di Aristide e Ferdinando, affiliato al clan Birra-Iacomino. Il movente in questo caso fu il tradimento al clan Ascione–Papale. Abbate partecipò all’agguato contro zì Luigi (Luigi Nocerino), zio di Salvatore Fiore, facendo da “specchietto” ai killer, blitz criminale che non andò a segno.
- 15 dicembre 2007: Omicidio di Salvatore Madonna soprannominato Tore 'o Spugnato[31] affiliato al clan Birra-Iacomino.
- 11 febbraio 2008: Omicidio di Giorgio Scarrone[32] Giorgio Scarrone con la camorra non aveva in comune che suo fratello, Agostino, killer al soldo dei Birra che gli Ascione-Papale sospettavano fosse implicato nell'omicidio del boss Antonio Papale. Per questo motivo decisero di colpire il bersaglio più facile, quel fratello dell'assassino che con la malavita non aveva nulla a che fare. Mario Papale è stato indicato mandante dell'omicidio, nonché organizzatore dal pentito Salvatore, Fiore e da Antonella Madonna e Costantino Iacomino. Mario Ascione, Raffaele Suarino, Pietro Papale e Ciro Esposito avrebbero, sempre secondo le dichiarazioni giurate rese dal pentito Salvatore Fiore, preso parte alle riunioni durante le quali veniva organizzato l'omicidio. Bartolomeo Palomba ha partecipato all'esecuzione dell'omicidio in quanto accompagnò sul luogo dell'agguato Salvatore Fiore.
- 22 febbraio 2008: Ci fu una “stesa” ad Ercolano condotta da Salvatore Fiore, in via Pace, a suon di Kalašnikov come sfida per conto degli Ascione-Papale al clan rivale dei Birra-Iacomino. Salvatore Fiore, 28 anni killer degli Ascione-Papale, piombò a Pugliano armato di kalashnikov. Quindi prese a sparare a raffica tra la folla, a pochi centimetri dai bambini usciti di scuola e dalle massaie che tornavano a casa. I negozi ancora aperti. Seminando il panico, provocando il fuggi fuggi generale. Solo per miracolo nessuno rimase ferito. Ma quel giorno aveva davvero rischiato di commettere una strage. Fiore usò il kalashnikov contro il negozio "L'arte del regalo", di proprietà di alcuni parenti dei Birra. Poiché è stato riconosciuto mentre sparava da numerose persone, è stato possibile chiarire il caso in tempi rapidi.
- 23 aprile 2008: Tentato omicidio di Ciro Langella (Napoli, 24 gennaio 1984) ritenuto affiliato al clan "Iacomino-Birra".
- 15 settembre 2008: Omicidio di Vincenzo Cozzolino, 51 anni, garagista dalla vita regolare, non risultava essere affiliato a nessun clan.
- 18 settembre 2008: vengono esplosi trenta colpi di kalashnikov all'impazzata.
- 1º ottobre 2008: Omicidio di Salvatore Scognamiglio (Ercolano, 11 luglio 1955 - 1º ottobre 2008) pusher, ritenuto affiliato al clan Birra. Scognamiglio fu punito dagli Ascione-Papale perché ritenuto un traditore vicino ai rivali Birra-Iacomino. Natale Dantese (Torre del Greco, 29 novembre 1981) fu il mandante, mentre Giuseppe Capasso l'esecutore materiale, oggi Capasso è collaboratore di giustizia.
- 6 gennaio 2009: Tentato omicidio di Ciro Iacomino e Nicola Cozzolino, parenti degli Uliano e affiliati al clan Birra-Iacomino. Episodio nel quale rimase gravemente ferito anche un ragazzo Ivano Perrone[33], totalmente estraneo a contesti criminali.
- 28 gennaio 2009: Omicidio di Antonio Uliano[34], fratello di Ciro Uliano, uomo di punta dei Birra. Sia lui che il fratello erano entrambi legati al clan Birra.
- 8 marzo 2009: Omicidio di Giorgio Battaglia[35], affiliato al clan Birra-Iacomino. Battaglia fu punito dagli Ascione-Papale essendo stato l'esecutore materiale l'omicidio di Salvatore Oliviero, dinanzi al "King Bar" di Ercolano.
- 29 marzo 2009: Omicidio di Gaetano Esposito[36], appartenente a una famiglia storicamente legata al cartello criminale dei Birra-Iacomino. Era lo zio di Vincenzo Esposito, oggi collaboratore di giustizia, tra i responsabili dell’omicidio, avvenuto il 15 gennaio del 2007, di Vincenzo e Gennaro Montella, rispettivamente padre e fratello di Ciro Montella[37] alias 'o lione.
- 6 giugno 2009: ad Ercolano, sono stati esplosi alcuni colpi d’arma da fuoco a scopo intimidatorio nei confronti di un gruppo di spacciatori. Secondo quanto emerso dalle prime indagini, sono stati feriti accidentalmente due ragazzi incensurati.
- 30 luglio 2009: Tentato omicidio di Francesco Durantini, ritenuto dagli inquirenti esponente di spicco del clan Birra, è stato ferito da una raffica di proiettili mentre si trovava sul balcone di una casa in via Pugliano a Ercolano e colpito ad una gamba da diversi colpi di arma da fuoco.
- 10 ottobre 2009: ad Ercolano, sono stati accoltellati, rimanendo feriti, due ragazzi minorenni, cugini, figli di due esponenti di rilievo del sodalizio Birra-Iacomino.
- 21 ottobre 2009: Tentato omicidio di Ferdinando Scannapiecoro (1974), ritenuto vicino al clan Birra-Iacomino. Scannapiecoro avrebbe deciso di mettersi in proprio.
- 13 novembre 2009: Omicidio di Salvatore Barbaro[38] cantante neomelodico, in arte Savio. Il 13 novembre 2009 è in auto con Nicola Angelico, un amico con cui si è recato in un negozio, e guida la Suzuki Swift grigio chiara in via Mare, lo stesso tipo di vettura usata da Ciro Savino, legato agli Iacomino-Birra e obiettivo di un agguato deciso da Natale Dantese.[39] È stato ucciso dalla camorra per uno scambio di persona. I killer hanno ricevuto 800 euro ad omicidio compiuto perché avevano sbagliato obiettivo, rispetto ai 3.000 euro pattuiti.
- 2010: Ferimento del figlio di Ciro Savino, da parte del nipote del boss Luigi Nocerino.
- 13 dicembre 2010: Tentato omicidio di Vincenzo Durantini, episodio mai denunciato.
- 19 gennaio 2011: Omicidio di Antonio Maiorano[40], fratello minore di Pasquale Maiorano, ritenuto dai carabinieri vicino al clan Iacomino-Birra. Maiorano potrebbe essere stato punito per il desiderio di farsi spazio o per aver voluto gestire per conto proprio attività illecite. Maiorano lascia la moglie e due figli.
- 7 giugno 2011: Tentato omicidio di Ciro Provitolo, 23 anni, affiliato al clan Birra-Iacomino.
- 1º marzo 2014: Omicidio di Gaetano Lavini[41], 19 anni, non ancora compiuti, nipote di Gaetano Esposito (contiguo al clan Birra). L'omicida sarebbe giunto quel giorno in via Mercato a Ercolano in sella a uno scooter. L'intento era di avvicinare un diciassettenne, amico della vittima, e poi ferire lievemente il nipote del boss Giovanni Birra, per vendicarsi di un pestaggio subito qualche tempo prima. La lunga testimonianza del comandante della Compagnia dei carabinieri di Torre del Greco, Michele De Rosa, ha permesso di accertare un nuovo inquietante aspetto della vicenda: la probabile vicinanza del ventunenne Vincenzo Perna, killer di Lavini, al clan Papale, in quanto riconosciuta dal pentito Ciro Gaudino. Una nuova prospettiva, sicuramente, che inquadrerebbe quello scontro violento come espressione dell'odio fra le famiglie Papale e Birra, dato che accanto alla vittima, c'era il giovanissimo nipote del boss Giovanni Birra, che in quella circostanza rimase soltanto ferito. Lo stesso che per coprire verità "scomode", raccontò ai carabinieri di essersi procurato quelle lesioni a seguito di una caduta dal motorino. L'investigatore ha poi proseguito soffermandosi sul totale "silenzio" che ci fu nelle ore successive all'omicidio, accusando di omertà i commercianti del posto che si sarebbero mostrati tutt’altro che collaborativi nei confronti dell'Arma. L'indagine, chiusa con grande rapidità, evidenziò già all'epoca la possibilità che dietro quell’aggressione ci fosse l’influenza della "mala". In quell'agguato rimase ferito L.B. nipote del boss Giovanni Birra, reale obiettivo del killer.
- 1º agosto 2018: Tentato omicidio di Ciro Montella, 26 anni, fratello del ras Giovanni Montella, affiliato agli Iacomino-Birra. Due ignoti a bordo di uno scooter e con volto coperto si sono avvicinati alla palazzina e hanno esploso 14 colpi di pistola, per poi darsi alla fuga. Nello stabile, di soli due piani, abitano al piano inferiore Ernesto Maiorano, 19enne attualmente detenuto per droga e vari reati e al piano superiore i fratelli Giovanni e Ciro Montella, di 31 e 26 anni. I colpi di pistola partiti da una calibro 9 non hanno raggiunto l'interno degli appartamenti dove al primo piano, al momento del raid, c'erano i due fratelli e alcuni familiari; nessuno, invece, era presente nell'appartamento di Maiorano.

## Boss
- Raffaele Ascione (29 gennaio 1954 - 14 giugno 2004) fondatore dell'omonimo clan
- Mario Ascione (Ercolano, 31 marzo 1956 - 11 marzo 2003) fratello di Raffaele
- Giovanni Ascione (Napoli, 23 settembre 1964) fratello di Raffaele
- Michele Ascione (1º aprile 1981) reggente del clan e figlio del defunto boss Mario (Ercolano, 31 marzo 1956 – 11 marzo 2003)
- Mario Ascione (12 febbraio 1988) figlio di Raffaele Ascione, reggente del clan
- Luigi Nocerino (Ercolano, 29 giugno 1957) braccio destro di Raffaele Ascione
- Immacolata Adamo (San Martino Valle Caudina, 24 aprile 1960)
- Giorgio Di Bartolomeo (Torre del Greco, 13 novembre 1977) genere del boss Raffaele Ascione
- Alfio Papale, fondatore del clan Papale e padre di Pietro (Catania, 24 maggio 1940)
- Pietro Papale (Catania, 24 maggio 1940) padre di Alfio, Ciro, Luigi, Mario e Antonio.
- Alfio Papale (Ercolano, 26 marzo 1960 - 8 ottobre 2016)
- Ciro Papale (Ercolano, 10 maggio 1961) detto "bottone", ritenuto reggente del clan
- Luigi Papale (Ercolano, 24 giugno 1962)
- Mario Papale (Ercolano, 20 febbraio 1965)
- Antonio Papale (1966 - 10 febbraio 2007)
- Carmela Papale (Ercolano, 23 febbraio 1969)
- Bartolomeo Palomba (Torre del Greco, 25 luglio 1980)
- Pietro Papale (Torre del Greco, 21 febbraio 1982) figlio di Luigi, reggente del clan
- Antonietta Papale (Torre del Greco, 8 ottobre 1986) figlia di Luigi
- Eleonora Papale (14 dicembre 1988) figlia di Luigi
- Francesco Suarino (1943 - 1995) alias Cicciariello, deceduto
- Natale Suarino (Ercolano, 23 dicembre 1967)
- Giuseppe Suarino (Ercolano, 15 aprile 1973)
- Raffaele Suarino (Cercola, 25 ottobre 1974)
- Natale Dantese (Torre del Greco, 29 novembre 1981)
- Ciro Montella (Ercolano 1 Ottobre 1953)
- Ciro Montella (Torre del Greco, 24 luglio 1976) detto 'o Lione
- Ciro Montella (Torre del Greco, 19 settembre 1995) nipote del defunto boss Ciro Montella ucciso 11 marzo 2003

## Collaboratori di giustizia
- Leonardo Zirpoli, clan Ascione
- Salvatore Zirpoli (22 dicembre 1967) clan Ascione
- Gennaro Zirpoli, clan Ascione
- Costantino Iacomino (Ercolano, 28 marzo 1957) boss degli Iacomino-Birra e numero uno del clan della "Cuparella".
- Simone Borrelli (Ercolano, 23 novembre 1961) ritenuto elemento di spicco del clan Birra-Iacomino.
- Antonio Birra (Ercolano, 7 gennaio 1962) fratello del boss Giovanni Birra. "super pentito o pentito di lusso"
- Giovanni Savino (Ercolano, 16 febbraio 1964) fratello di Giuseppe (Ercolano, 1º marzo 1970) e Ciro (Torre del Greco, 4 agosto 1972), ritenuto membro apicale del clan Birra-Iacomino, in quanto reggente.
- Giovanni Durantini (27 giugno 1964) boss del clan Birra, fratello di Francesco (Torre del Greco, 22 maggio 1974) detto 'o presidente e di Marco.
- Marco Durantini (24 ottobre 1966) fratello Francesco Durantini 'o Presidente e di Giovanni Durantini "Boninsegna" (reggente del cartello criminale associato al clan Birra-Iacomino).
- Giuseppe Capasso (18 marzo 967) ex fedelissimo dei “Bottone” ed elemento di spicco del clan Ascione.
- Giuseppe Savino (Ercolano, 1º marzo 1970) del clan Birra-Iacomino. Fratello di Giovanni (Ercolano, 16 febbraio 1964) e Ciro (Torre del Greco, 4 agosto 1972).
- Enrichetta Cordua (Ercolano, 5 aprile 1971) moglie di Francesco Ruggiero, personaggio di vertice del clan Birra-Iacomino.
- Ciro Savino (Torre del Greco, 4 agosto 1972) fratello di Giovanni (Ercolano, 16 febbraio 1964) e Giuseppe (Ercolano, 1º marzo 1970) ritenuto membro apicale del clan Birra-Iacomino, in quanto reggente.
- Agostino Scarrone (Ercolano, 11 luglio 1973) ex killer del clan Birra-Iacomino, durante la faida gli uccisero il fratello di 26 anni, che con la camorra non aveva nulla a che vedere.
- Francesco Raimo (Gragnano, 7 novembre 1976) ex killer dei Birra-Iacomino, implicato nell'omicidio di Gaetano Pinto, avvenuto il 19 maggio 2007.
- Giuseppe Costabile (Napoli, 8 maggio 1978) detto o'ragno, affiliato al clan Ascione-Papale, il 2 settembre 2006 avrebbe tentato di eliminare Marco Cefariello (Cercola, 3 aprile 1986) il giovane rampollo dei Birra.
- Salvatore Fiore (1980) killer del clan Ascione-Papale e nipote del boss Luigi Nocerino.
- Ignazio Magliulo (Torre del Greco, 23 gennaio 1982) clan Birra-Iacomino.
- Salvatore Cefariello (28 ottobre 1982) killer del clan Birra.
- Antonella Madonna (1984) moglie di Natale Dantese (Torre del Greco, 29 novembre 1981) a sua volta reggente del clan Ascione-Papale, dopo l'arresto del marito.
- Marco Cefariello (Cercola, 3 aprile 1986) reggente del clan Birra-Iacomino.
- Giovanni Montella (Torre del Greco, 22 settembre 1986), in passato affiliato agli Iacomino-Birra e attuale ras delle piazze di spaccio di Ercolano
- Pasquale Borragine (Acerra, 8 aprile 1988) soldato del clan Birra-Iacomino.
- Ciro Gaudino, killer del clan Ascione-Papale.

## Fatti recenti
- il 27 gennaio 2010 viene arrestato Natale Suarino, 43 anni, affiliato agli Ascione-Papale e sottoposto alla misura di sorveglianza speciale con obbligo di soggiorno nel comune vesuviano.
- L'8 marzo 2010 i carabinieri arrestano Natale Dantese[42] reggente del clan Ascione-Papale.
- Il 7 luglio 2010 vengono arrestate 23 persone, presunte affiliate al clan Ascione-Papale Iacomino-Birra, accusati di estorsione con il metodo mafioso[43].
- Il 5 aprile 2011 viene arrestato il superlatitante, reggente del clan camorristico degli "Ascione-Papale", Ciro Papale[44] ricercato dal gennaio 2008, dopo essere sfuggito alla notifica di un ordine di carcerazione per traffico di stupefacenti e alla custodia cautelare per associazione a delinquere ed estorsione aggravate dal metodo mafioso. I militari dell'Arma lo hanno individuato e catturato ad Ercolano in un appartamento di via Trentola insieme al nipote e al suo nucleo familiare. Al momento dell'arresto ha tentato la fuga per i tetti, ma è stato comunque bloccato sopra un terrazzino.
- Il 14 aprile 2011 vengono arrestate quattro persone affiliate agli Ascione-Papale e Iacomino-Birra accusate di tentato omicidio e associazione mafiosa[45].
- Nel 2011 Natale Dantese (Torre del Greco, 29 novembre 1981), reggente del clan è detenuto al 41 bis.
- Nel 2011 avviene il tentato omicidio di Antonella Madonna (1984) reggente del clan Ascione-Papale. Madonna fu sorpresa con il suo amante nella stanza di un motel, i due furono selvaggiamente picchiati ed avvertiti: non dovevano più farsi vedere insieme. La verità scottava troppo però per tenerla nascosta e probabilmente faceva comodo anche agli stessi fratelli di Danese che la notizia venisse fuori. Così la madre del boss, nel corso di uno dei colloqui in carcere, raccontò tutto a suo figlio che però non ebbe la reazione che tutti aspettavano. Invitò i suoi uomini e la sua famiglia a lasciarla in pace e a non provocarla. La sua, non era la strategia del perdono, preventiva ad una riappacificazione, ma un piano che voleva evitare a tutti i costi che l'ormai ex amata potesse passare dall'altra parte. La lungimiranza di Natale Danese non fu però sufficiente, la macchina del fango era già partita ed in poche settimane Madonna fu privata di tutto. La molla nella donna scattò soltanto quando le furono portate via ed affidate alla suocera le sue due figlie, una privazione tale che la indusse a pentirsi. Da collaboratrice di giustizia e tutt'oggi impegnata in tre processi, ma non pare aver ancora trovato l'agognata pace. Pare infatti che alcuni uomini del clan non fossero riusciti ad individuare la località protetta dove viveva con le sue due figlie, senza però riuscire ad entrare a contatto con quella che era considerata da tutti la regina della cosca.
- Nel 2011 avviene il tentato omicidio del padre di Antonella Madonna (1984). nel 2011 i fratelli del boss Dantese lo avrebbero portato via da casa con «modi bruschi» per condurlo in un vicolo di via Canalone, il quartier generale del clan imparentato con i Suarino. I fratelli del boss, secondo il racconto del padre di Antonella Madonna e della stessa collaboratrice di giustizia, cercavano armi in una “stalla” di famiglia. L’uomo sarebbe stato obbligato a scavare una buca nel muro per ritrovare le armi che Dantese avrebbe nascosto tra le mattonelle. «Se non le trovi ti atterriamo a te lì dentro», le minacce raccontate dall'uomo. Una “fossa” che sarebbe potuta diventare la tomba del padre della super-pentita che però venne liberato, come da lui stesso ammesso, poco dopo aver cercato senza risultati le armi del clan. Si perché pistole e fucili, come racconta Antonella Madonna, erano già state spostate e vendute per pagare una partita di droga. Un'arma che la stessa pentita, rischiando anche la vita, usò contro il clan Ascione.
- Il 16 giugno 2012 vengono arrestati Ferdinando Scannapiecoro e la moglie, Antonella Dentale, la famiglia di Scannapiecoro è legata al gruppo degli Iacomino-Birra.
- il 29 giugno 2012 viene arrestata una coppia di pusher legata al clan Birra-Iacomino, Marco Scannapiecoro e la convivente Carmela Iacomino, 35 anni.
- Il 5 dicembre 2012 viene arrestata Antonella Madonna, nacque nel 1984, moglie di Natale Dantese[42]
- Nel febbraio 2013 viene arrestato a Bogotà il latitante Tommaso Iacomino, di Ercolano, (Ercolano, 31 maggio 1947) era latitante dal dicembre 2006. Successivamente, per avvenuta decorrenza del termine di fase della custodia cautelare in carcere, vennero applicate le misure cautelari dell’obbligo di dimora in Roma, di presentazione quotidiano presso la Stazione dei Carabinieri competente per territorio ed il divieto di espatrio, misure tutte alle quali evidentemente lo Iacomino si era sottratto andando in Spagna.
- Il 16 gennaio 2014 vengono arrestate sei persone tutte appartenenti al clan Papale per associazione di tipo mafioso, estorsione, detenzione e porto illegale di armi da fuoco aggravati da finalità mafiose e sono: Alfio Papale (1960), Antonietta Papale, Luigi Papale[46], Mario Papale[47], Gelsomina Sepe e Pietro Sepe.
- Il 19 febbraio 2014 viene arrestato il boss Luigi Papale[46]. I militari hanno accertato che il boss, sebbene sottoposto alla citata misura di prevenzione della sorveglianza speciale dopo la sua scarcerazione, da settembre a gennaio aveva continuato a intrattenere rapporti con soggetti pregiudicati al fine di consolidare alleanze con clan camorristici operanti in altre zone della Campania. Contestualmente all'arresto sono stati sequestrati beni per un valore stimato circa un milione di euro riconducibili a sei esponenti del clan indagati per associazione di tipo mafioso ed estorsione aggravata dalle finalità mafiose.
- Il 1º marzo 2014 avviene l'omicidio di Gaetano Lavini[41], 19 anni, non ancora compiuti. L'omicida sarebbe giunto quel giorno in via Mercato a Ercolano in sella a uno scooter. L'intento era di avvicinare un diciassettenne, amico della vittima, e poi ferire lievemente il nipote del boss Giovanni Birra, per vendicarsi di un pestaggio subito qualche tempo prima. La lunga testimonianza del comandante della Compagnia dei carabinieri di Torre del Greco, Michele De Rosa, ha permesso di accertare un nuovo inquietante aspetto della vicenda: la probabile vicinanza del ventunenne Vincenzo Perna (killer di Lavini) al clan Papale, in quanto riconosciuta dal pentito Ciro Gaudino. Una nuova prospettiva, sicuramente, che inquadrerebbe quello scontro violento come espressione dell'odio fra le famiglie Papale e Birra, dato che accanto alla vittima, c'era il giovanissimo nipote del boss Giovanni Birra, che in quella circostanza rimase soltanto ferito. Lo stesso che per coprire verità "scomode", raccontò ai carabinieri di essersi procurato quelle lesioni a seguito di una caduta dal motorino. L'investigatore ha poi proseguito soffermandosi sul totale "silenzio" che ci fu nelle ore successive all'omicidio, accusando di omertà i commercianti del posto che si sarebbero mostrati tutt’altro che collaborativi nei confronti dell'Arma. L'indagine, chiusa con grande rapidità, evidenziò già all'epoca la possibilità che dietro quell’aggressione ci fosse l’influenza della "mala". In quell'agguato rimase ferito L.B. nipote del boss Giovanni Birra, reale obiettivo del killer.
- Il 26 febbraio 2015 finiscono in manette sei persone contigue al clan degli "Ascione-Papale" e ritenute coinvolte in due tentativi di omicidio in una guerra fra clan. Sono: Anna De Luca, madre di Natale Suarino (1967) e moglie di Francesco Suarino, Natale Dantese, negli atti già detenuto in regime di 41 bis, Fausto Scudo, Giovanni Di Dato, Giuseppe Capasso, Giuseppe Suarino (1974) e Natale Suarino (1967), quest'ultimo reggente del clan Ascione-Papale.
- il 4 marzo 2016 viene arrestato il boss Ciro Montella[37] per l'omicidio di Gaetano Esposito avvenuto nel 2009, l'agguato sarebbe una risposta all'omicidio di suo zio Ciro Montella, avvenuto nel 2003 e del duplice omicidio di suo padre, Vincenzo e suo fratello Gennaro, avvenuto nel 2007. In quanto Esposito era ritenuto uno dei killer.
- Il 26 aprile 2016: nove persone, quattro del clan Lo Russo di Miano e cinque dei Birra-Iacomino, vennero arrestate in quanto ritenute coinvolte nella pianificazione e nell'esecuzione dell'imboscata di Mario Ascione[18]
- Il 22 giugno 2016 vengono arrestati la figlia del boss Luigi Papale, Eleonora Papale, 28 anni, e Ciro Boschetto, 41 anni.
- Il 26 dicembre 2016 vengono arrestati due boss del clan Ascione-Papale: Ciro Papale[44] e Alessandro D'Anna, 33 anni. Accusati di estorsione, per i due è scatta la condanna definitiva a sei anni.
- Il 9 gennaio 2017 viene arrestato Silvio Viola, pregiudicato ritenuto affiliato al clan Birra-Iacomino, da tempo era in detenzione domiciliare. In casa del pregiudicato, un appartamento in un condominio di piazza Trieste e Trento, vengono trovati, oltre a 40 grammi di hashish, una micidiale pistola calibro 22 monocolpo. Un'arma dagli effetti letali ma facile da occultare viste le dimensioni che non raggiungono i cinque centimetri.
- Il 15 marzo 2017 vengono confiscati 5 milioni di euro ai Suarino, in particolare all'imprenditore Giuseppe Suarino (1974) condannato in via definitiva dalla cassazione a 11 anni di carcere.
- Il 17 marzo 2017 vengono arrestate 13 persone (di cui 9 affiliate ai "Birra-Iacomino" e 4 agli "Ascione-Papale") ritenute responsabili a vario titolo di estorsione e tentata estorsione aggravata dal metodo mafioso. Gli affiliati agli Ascione-Papale sono: Ciro Guida[48], Antonio Sannino[49], Vincenzo Spagnuolo[50], Pasquale Ascione[51]. Mentre gli affiliati ai Birra-Iacomino sono: Antonio Birra[52] fratello boss Giovanni, Giovanni Birra[5] negli atti già detenuto, Simone Borrelli[25], Marco Cefariello[20] ormai pentito, Lorenzo Fioto,[19] Ciro Stavolo[53], Ciro Uliano[54], Salvatore Viola[55], Stefano Zeno[17]. Molti di questi erano già detenuti da anni.
- Il 22 aprile 2017, viene arrestato Michele Ascione, attuale reggente del clan e figlio del defunto capoclan Mario, per violazione a prescrizioni della sorveglianza speciale, ma torna in libertà dopo poco.
- Il 28 aprile 2017 viene arrestato a Ventimiglia Tommaso Iacomino, noto a tutte le polizie internazionali quale narcotrafficante, già arrestato in Italia negli anni 90, con l’accusa di associazione a delinquere di stampo mafioso e ritenuto esponente di spicco dell’omonimo clan camorristico.
- L'11 maggio 2017 i carabinieri della compagnia di Torre del Greco, alla guida del capitano Emanuele Corda, con i colleghi della tenenza di Ercolano, agli ordini del tenente Gianluca Candura, arrestano tre persone per spaccio di droga, tra cui due ritenuti affiliati al clan Iacomino-Birra e sono: Ciro Renna, 39 anni, Pasqualina Durantini, 52 anni, entrambi affiliati al clan Iacomino-Birra, e Libero Palomba, 25 anni, incensurato del luogo.
- Il 23 settembre 2017 vengono arrestate due donne, madre e figlia, ritenute vicine al clan camorristico Ascione, non appena si sono accorte dell'arrivo dei carabinieri hanno buttato nel water altre sostanze stupefacenti. In casa hanno trovato anche il bilancino di precisione e cellophane per impacchettare le dosi. Alla presenza dei militari ha bussato alla porta un uomo, probabile acquirente di stupefacenti, che è stato sentito dagli uomini dell'arma. Le due donne sono state giudicate per direttissima.
- Il 5 novembre 2017 vengono arrestati in flagranza per tentata estorsione tre uomini di Ercolano del clan Birra: Salvatore De Gaetano, 38 anni, Luigi Cozzolino, 42 anni e Luigi Miranda, 47 anni.
- Il 9 novembre 2017 la Direzione investigativa antimafia, ha disposto il sequestro di beni per un valore di 2 milioni di euro nei confronti dell'imprenditore Vincenzo Ascione, 62 anni, originario di Torre del Greco, trapiantato a Montemurlo e dal 2013 latitante. Vincenzo Ascione, ritenuto dagli inquirenti il referente in Toscana del clan di camorra Birra-Iacomino, fu arrestato con l’accusa di essere stato il mandante dell’omicidio di Ciro Cozzolino, avvenuto il 4 maggio 1999 a Montemurlo. Fu condannato in primo grado all’ergastolo e assolto in appello e in Cassazione. Successivamente il pentito Gerardo Sannino ha raccontato agli inquirenti la sua verità su quell'omicidio che lui stesso aveva commesso, sostenendo che Ciro Cozzolino fu ucciso perché dava fastidio proprio a Vincenzo Ascione, monopolista nel commercio degli stracci, ma l'assoluzione di Ascione è definitiva e non si può essere processati due volte per lo stesso fatto. Gli altri invece, i capi del clan[56] hanno preso l'ergastolo sulla base delle dichiarazioni del pentito. Ascione risulta, inoltre, gravato da numerosi precedenti giudiziari: nel 1980 è stato condannato dal Tribunale di Napoli per contrabbando e dalla Corte d'Appello dello stesso capoluogo per induzione e sfruttamento della prostituzione; nel 2006 è stato condannato dal Tribunale di Prato per violazione delle norme relative alla sicurezza ed alla salute dei lavoratori; nel 2010 è stato condannato dalla Corte d'Appello di Firenze per ricettazione. In ultimo, nel 2011, è stato rinviato a giudizio davanti al Tribunale di Prato per il reato di estorsione aggravata dall'utilizzo del «metodo mafioso».
- Il 5 dicembre 2017 viene nuovamente arrestato Michele Ascione (1981), accusato di avere ordinato il duplice omicidio di due camorristi dei Birra nella faida di Ercolano, il 28 giugno 2005, ovvero il duplice omicidio Boccia-Maiorano.
- Nel 2017 Giovanni Birra[5], il capo dei capi della camorra del Miglio d’Oro, il boss pluri-ergastolano di Ercolano finisce nell'Alcatraz italiana, il super carcere di Sassari costruito proprio per i super boss reclusi al regime del 41bis. La decisione è arrivata qualche mese fa, a quasi due anni esatti dall’apertura della sezione speciale del carcere di Bancali.
- Il 3 gennaio 2018 viene scarcerato il boss Michele Ascione (1981).
- Il 28 febbraio 2018 viene scarcerato Michele Ciaravolo[57], cugino del boss Luigi Papale[46]
- Il 4 marzo 2018 viene arrestata Antonietta Papale, figlia del superboss vesuviano Luigi, condannata a sei anni e dieci mesi.
- Il 7 maggio 2018 viene arrestata Anna Esposito, 44 anni, ritenuta affiliata al clan Birra, è accusata di aver lanciato il segnale ai killer intervenuti poi per ammazzare il fratello del boss Papale, in concorso con il boss Antonio Birra e altri affiliati del sodalizio, tutti condannati con sentenza della corte di Assise di Appello di Napoli. Aveva partecipato all’omicidio di Antonio Papale avvenuto il 10 febbraio 2007 ad Ercolano. La vittima era il fratello del boss del clan rivale Mario Papale. La donna avrebbe partecipato alle fasi esecutive dell’omicidio individuando la vittima e fornendo la “battuta” al killer.
- Il 10 maggio 2018 i carabinieri della tenenza di Ercolano hanno tratto in arresto Giosuè Miranda, 26enne, di Ercolano, già noto alle forze dell’ordine e ritenuto affiliato al clan camorristico degli “Ascione-Papale”. Raggiunto da un Ordine di Carcerazione emesso dalla Procura di Napoli, dovrà scontare 3 anni, 10 mesi e 20 giorni di reclusione per associazione di tipo mafioso.
- Il 1º agosto 2018 avviene un raid punitivo nei confronti di due elementi legati al clan Ascione, per gli inquirenti si tratterebbe di un regolamento di conti interno del clan. I due ignoti a bordo di uno scooter e con volto coperto si sono avvicinati alla palazzina e hanno esploso 14 colpi di pistola, per poi darsi alla fuga. Nello stabile, di soli due piani, abitano al piano inferiore Ernesto Maiorano, 19enne attualmente detenuto per droga e vari reati e al piano superiore i fratelli Giovanni e Ciro Montella, di 31 e 26 anni. I colpi di pistola partiti da una calibro 9 non hanno raggiunto l'interno degli appartamenti dove al primo piano, al momento del raid, c'erano i due fratelli e alcuni familiari; nessuno, invece, era presente nell'appartamento di Maiorano. Sebbene ci siano delle omonimie tra i tre residenti della palazzina ed alcuni camorristi locali, i carabinieri escludono l'affiliazione alla criminalità organizzata e puntano, maggiormente, sulla pista del traffico della droga. Interessante è proprio la figura del 31enne Giovanni Montella che ad aprile scorso, mentre era agli arresti domiciliari, è risultato tra i destinatari delle 24 misure cautelari nel corso del blitz dei carabinieri che sgominò 11 piazze di spaccio, tra Portici, Ercolano e Torre del Greco, gestite in particolare da donne.
- il 21 novembre 2018 vengono scovate droga e armi in un rudere nella zona dei "Durantini".
- il 30 novembre 2018 vengono arrestati con l'accusa di estorsione e tentata estorsione quattro elementi del clan Ascione-Papale, nell'ordinanza di custodia cautelare spicca il nome del reggente del clan Michele Ascione. Un'estorsione di 15.000 euro e una tentata estorsione di 10.000 euro avanzate negli ultimi due mesi ai danni di un dipendente di un'attività commerciale di Ercolano. Il dipendente aveva intenzione di mettersi in proprio aprendo un negozio tutto suo, ma avrebbe dovuto pagare 20.000 euro di pizzo. L'uomo si è però rifiutato. Alla vittima è stato anche chiesto di consegnare la sua auto, di grossa cilindrata, che però era sotto sequestro. L'uomo è stato anche convocato a casa di uno dei presunti affiliati, presente il capoclan, che ha chiesto conto del mancato pagamento. Tutto questo intervallato da minacce telefoniche. L'uomo ha denunciato tutto ai carabinieri e i quattro sono stati portati al carcere di Secondigliano. Nel corso di perquisizioni domiciliari in casa dei destinatari del provvedimento, i carabinieri hanno trovato e sequestrato in totale 7.000 euro divisi in banconote da 50. In seguito vengono resi noti i nomi degli arrestati e sono: Michele Ascione, 38 anni, i fratelli Gaetano e Giuseppe Vitagliano, rispettivamente, 40 e 45 anni, e infine Roberto Acampora, 42 anni. Tutti erano dei pregiudicati.
- Il 4 gennaio 2019 vengono sequestrati dei beni per un valore di 4 milioni di euro ad Alberto Bova, un uomo del clan Falanga; il gruppo, grazie all’alleanza con il più noto e pericoloso clan degli “Ascione-Papale”, egemone nel territorio di Ercolano, riforniva di stupefacenti il territorio vesuviano.
- Nel luglio 2019 si pente Giovanni Montella, detto Giovannone, 32 anni, abile trafficante di droga della zona Vesuviana nipote di un boss del clan Fabbrocino e legato a doppio filo con i narcos napoletani di Secondigliano. La sua decisione di collaborare l’ha confermata ieri in aula durante la deposizione al processo Chanel che ad aprile dello scorso anno portò in carcere 24 trafficanti della zona Vesuviana che gestivano 11 “piazze” tra Ercolano, Portici e Torre del Greco, la maggior parte delle quali controllate da donne. Montella era agli arresti domiciliari ma teneva i rapporti con i clan napoletani e riforniva di droga le piazze vesuviane. Nell’agosto dello scorso anno suo fratello sfuggì miracolosamente alla morte: alcuni sicari arrivarono in via mare ad Ercolano in sella a scooter ed esplosero ben 14 colpi di pistola contro l’abitazione. Qualche mese fa Giovannone è stato condannato a nove anni di carcere nel processo con rito abbreviato. E probabilmente sia gli spari contro l’abitazione di famiglia sia la condanna devono aver contribuito alla sua decisione di collaborare con la giustizia.[58]
- Nel maggio 2020 torna libero il boss Mario Ascione figlio di Raffaele 'o luongo.